# Pamry
Pamry (niem. Pammern) – osada w Polsce położona w województwie warmińsko-mazurskim, w powiecie giżyckim, w gminie Wydminy.

## Historia
Wieś została założona w 1526. W połowie XVII wieku należała do baronów Heydeck, od 1830 do 1880 do rodziny Romejko, potem do Edwarda Goldenstedta z rodziny kupców z Hamburga. W 1920, majątek był w posiadaniu rodziny Kamradt. Do 1945 dwór i 520 ha były letnią rezydencją bogatego mieszkańca Królewca.
W latach 1975–1998 miejscowość administracyjnie należała do województwa suwalskiego.
Leży nad jeziorem Pamer.

## Zabytki
- Dwór z pocz. XX w., parterowy z poddaszem, boniowane pilastry w narożach[4].